# Imantag
Imantag ist eine Ortschaft und eine Parroquia rural („ländliches Kirchspiel“) im Kanton Cotacachi der ecuadorianischen Provinz Imbabura. Die Parroquia besitzt eine Fläche von 227,65 km². Die Einwohnerzahl betrug beim Zensus im Jahr 2010 4941.

## Lage
Die Parroquia Imantag liegt in den westlichen Anden im Norden von Ecuador. Im Südwesten erhebt sich der 4880 m hohe Vulkan Cotacachi. Nach Nordwesten führt ein Korridor. An dessen östlichem Rand erhebt sich der 4535 m hohe Vulkan Yanahurcu. Im äußersten Nordwesten befindet sich der See „Laguna Tobar Donoso Piñán“. Der Nordwesten der Parroquia bildet das Quellgebiet des Río Cristopamba, der nach Südwesten zum Río Intag abfließt. Der östliche Teil der Parroquia wird über den Río Ambi mit seinen Zuflüssen Río Cariyacu und Río Alambi nach Osten zum Río Mira entwässert. Der 2370 m hoch gelegene Hauptort befindet sich 6,4 km nordnordöstlich vom Kantonshauptort Cotacachi.
Die Parroquia Imantag grenzt im Südosten an die Parroquia Atuntaqui (Kanton Antonio Ante), im Süden an das Municipio von Cotacachi, im Westen an die Parroquias Plaza Gutiérrez, Apuela und 6 de Julio de Cuellaje, im Nordwesten an die Provinz Esmeraldas mit der Parroquia Alto Tambo (Kanton San Lorenzo) sowie im Nordosten und im Osten an die Parroquias La Merced de Buenos Aires, Cahuasquí, San Blas und Urcuquí (alle vier im Kanton San Miguel de Urcuquí).

## Orte und Siedlungen
In der Parroquia gibt es neben dem Hauptort (cabecera parroquial) Imantag folgende Comunidades: Carbonería, Colimbuela, El Morlán, Perafán, Peribuela, Pucalpa und Quitumba.

## Geschichte
Die Parroquia Imantag wurde am 14. November 1938 gegründet.

## Ökologie
Der Nordwesten sowie der äußerste Südwesten der Parroquia liegt im Nationalpark Cotacachi Cayapas.